# انتخابات ریاست‌جمهوری ارمنستان (۲۰۱۸)
انتخابات ریاست‌جمهوری ارمنستان در تاریخ ۲ مارس ۲۰۱۸ برگزار شد. بعد از همه‌پرسی قانون اساسی ارمنستان در سال ۲۰۱۵، این برای اولین بار در تاریخ ارمنستان بود که رئیس‌جمهور به جای رأی عمومی از طریق آرای مجمع عمومی انتخاب شد. یکی دیگر از نتایج رفراندوم ریاست جمهوری این بود که رئیس‌جمهور تازه انتخاب شده یک نقش تشریفاتی برای انتقال از یک نظام نیمه ریاست جمهوری به یک جمهوری پارلمانی ایفا کرد. رئیس‌جمهور فعلی، سرژ سارگسیان، به موجب قانون اساسی ارمنستان از کاندید شدن مجدد برای سومین بار متوالی محروم شد. در نتیجه رقیب او آرمن سارگسیان به راحتی در این انتخابات برنده شد، به دلیل نداشتن رقیب و عدم معرفی کاندیدی از جانب احزاب دیگر، او این انتخابات را در دور اول با ۹۰ رای مجمع عمومی پارلمان ارمنستان به دست آورد.

## پیشینه
بر اساس ماده ۱۲۴ قانون اساسی اصلاح شده ارمنستان، یک رئیس‌جمهور غیر حزبی می‌تواند به صورت غیرقابل تجدید به مدت هفت سال، انتخاب شود. مطابق ماده ۱۲۵قانون اساسی، نامزدی که حداقل سه چهارم آراء کل نمایندگان مجلس ملی را دریافت کند، می‌تواند به عنوان رئیس‌جمهور ارمنستان انتخاب می‌شود. اگر رئیس‌جمهور انتخاب نشود، دور دوم برگزار می‌شود که در آن همه نامزدها که در دور اول شرکت کردند، ممکن است شرکت کنند. در دور دوم، کاندیدایی که حداقل سه پنجم آراء از کل نمایندگان را دریافت کنند، به عنوان رئیس‌جمهور انتخاب می‌شوند. اگر در دور دوم رئیس‌جمهور حدنصاب را نیاورد و انتخاب نشود، دور سوم انتخابات برگزار خواهد شد که در آن دو نامزدی که بیشترین آرا را در دور دوم دریافت کردند، ممکن است در انتخابات دور سوم شرکت کنند. در دور سوم، نامزدی که رای اکثریت نمایندگان را دریافت کند، انتخاب خواهد شد.
طبق ماده ۱۲۵ قانون اساسی، حداقل یک چهارم از تعداد کل نمایندگان مجلس ملی حق دارند ریاست جمهور را نامزد انتخابات کنند. این بدان معنی است که حداقل ۲۷ عضو پارلمان باید نامزدی ریاست‌جمهور را انتخاب کنند تا این کاندید به‌طور رسمی بتواند نامزد شود. اما، در مورد ائتلاف بزرگ، یک نامزد می‌تواند به موفقیت برسد و آن هنگامی است که احزاب اقلیت نتوانند به حداقل ۲۷ عضو در مجمع عمومی مجلس برسند که در آن صورت امکان معرفی نامزد ریاست جمهوری از آنها سلب می‌شود.